# Syzygium affine
Syzygium affine är en myrtenväxtart som beskrevs av Elmer Drew Merrill. Syzygium affine ingår i släktet Syzygium och familjen myrtenväxter. Inga underarter finns listade i Catalogue of Life.